# Miya Tachibana
Miya Tachibana –en japonés, 立花 美哉, Tachibana Miya– (Otsu, 12 de diciembre de 1974) es una deportista japonesa que compitió en natación sincronizada.
Participó en tres Juegos Olímpicos de Verano entre los años 1996 y 2004, obteniendo un total de cinco medallas: bronce en Atlanta 1996, dos platas en Sídney 2000 y dos platas en Atenas 2004. Ganó nueve medallas en el Campeonato Mundial de Natación entre los años 1994 y 2003.

## Palmarés internacional
| Juegos Olímpicos   | Juegos Olímpicos         | Juegos Olímpicos  | Juegos Olímpicos |
| Año                | Lugar                    | Medalla           | Prueba           |
| ------------------ | ------------------------ | ----------------- | ---------------- |
| 1996               | Atlanta (Estados Unidos) | Medalla de bronce | Equipo           |
| 2000               | Sídney (Australia)       | Medalla de plata  | Dúo              |
| 2000               | Sídney (Australia)       | Medalla de plata  | Equipo           |
| 2004               | Atenas (Grecia)          | Medalla de plata  | Dúo              |
| 2004               | Atenas (Grecia)          | Medalla de plata  | Equipo           |
| Campeonato Mundial |                          |                   |                  |
| Año                | Lugar                    | Medalla           | Prueba           |
| 1994               | Roma (Italia)            | Medalla de plata  | Dúo              |
| 1994               | Roma (Italia)            | Medalla de bronce | Equipo           |
| 1998               | Perth (Australia)        | Medalla de plata  | Dúo              |
| 1998               | Perth (Australia)        | Medalla de plata  | Equipo           |
| 1998               | Perth (Australia)        | Medalla de bronce | Solo             |
| 2001               | Fukuoka (Japón)          | Medalla de oro    | Dúo              |
| 2001               | Fukuoka (Japón)          | Medalla de bronce | Solo             |
| 2003               | Barcelona (España)       | Medalla de plata  | Dúo              |
| 2003               | Barcelona (España)       | Medalla de plata  | Equipo           |